# Strange Magic (film)
Pour les articles homonymes, voir Strange Magic.
Pour plus de détails, voir Fiche technique et Distribution.
Strange Magic, ou Magie d'une nuit d'été au Québec, est un film d'animation américain réalisé par Gary Rydstrom, sorti en 2015.
Le scénario du film est écrit par David Berenbaum, Irene Mecchi et Gary Rydstrom, d'après une histoire de George Lucas basée sur Le Songe d'une nuit d'été de William Shakespeare. Lucas travaillait déjà sur le développement du film durant quinze ans avant le début de la production.
Strange Magic a reçu des critiques négatives et a fait un échec au box-office en rapportant seulement 13,6 millions de dollars.

## Synopsis
Marianne, princesse des fées de la forêt, doit se marier au beau mais ambitieux Roland. Mais la découverte de son infidélité le jour de leurs noces rend Marianne hermétique à tout ce qui concerne l'amour. En parallèle, le roi Bog de la Forêt sombre, qui est interdite aux fées, déteste lui aussi tout ce qui a trait à l'amour, ayant emprisonné la fée Dragée, la seule capable de créer la potion d'amour à partir des pétales de primevères. Lorsque Sunny, un elfe, réussit néanmoins à en récupérer une fiole, Bog, furieux, kidnappe Dawn, la sœur de Marianne, en tant que monnaie d'échange pour récupérer la potion. Marianne va alors courir à son secours dans la Forêt sombre. S'ensuit une nuit complètement folle qui changera à jamais les deux royaumes et surtout, la façon dont Bog et Marianne voient l'amour.

## Fiche technique
- Titre original : Strange Magic
- Titre québécois : Magie d'une nuit d'été[1]
- Réalisation : Gary Rydstrom
- Scénario : David Berenbaum, Irene Mecchi et Gary Rydstrom, d'après une histoire de George Lucas basée sur la comédie Le Songe d'une nuit d'été de William Shakespeare[2]
- Direction artistique : Tony Plett, Karl Lindberg, Erik Tiemens et Simon Murton
- Montage : Chris Plummer
- Musique : Marius de Vries
- Production : Mark Miller
  - Coproduction : Sarah McArthur et Kevin Munroe
  - Production associée : April R. Loutrel
  - Production déléguée : George Lucas, Kiri Hart, Jason D. McGatlin et Rayne Roberts
- Sociétés de production : Lucasfilm, Lucasfilm Animation, Industrial Light & Magic et Touchstone Pictures
- Société de distribution : Walt Disney Studios Motion Pictures
- Pays d'origine :  États-Unis
- Langue originale : anglais
- Format : couleur - 2,35:1 - son Dolby Digital / DTS / Dolby Atmos
- Genre : fantastique, comédie musicale
- Durée : 101 minutes[3]
- Dates de sortie :
  - États-Unis : 23 janvier 2015[2]
  - France : 7 avril 2020 (sur Disney+)

## Distribution

### Voix originales
- Alan Cumming : le roi Bog
- Evan Rachel Wood : Marianne
- Kristin Chenoweth : la Fée Dragée
- Maya Rudolph : Griselda
- Alfred Molina : le roi des fées
- Sam Palladio : Roland
- Meredith Anne Bull : Dawn
- Elijah Kelley : Sunny
- Bob Einstein : Stuff
- Peter Stormare : Thang
- Kevin Michael Richardson : Brutus
- Brenda Chapman : Imp
- Gary Rydstrom : Angry Gus
- Llou Johnson : Pare
- Robbie Daymond (en) : Cronies
- Tony Cox : Plum

### Voix françaises
- Erwin Grunspan : Le roi Bog
- Myriem Akheddiou : Marianne
- Alessandro Bevilacqua : Sunny
- Maia Baran : Diane
- Pierre Lognay : Roland
- Séverine Cayron : La Fée Dragée
- Léonce Wapelhorst : Griselda
- Martin Spinhayer : Le Roi des Fées
- Michel Hinderyckx : Bidule
- Franck Dacquin : Truc
- Jean-Michel Vovk : Brutus
- Claudio Dos Santos : Kéké

## Production

### Développement
Le film fut annoncé officiellement le 12 novembre 2014, soit deux mois avant sa sortie. Il était déjà en production lors de l'achat de Lucasfilm par The Walt Disney Company le 30 octobre 2012. Gary Rydstrom a déclaré : « Nous ne sommes pas Pixar ou Disney Animation, si à certains égards George était notre John [Lasseter] sur celui-ci… J'aime le fait — non pas que je n'aime pas les conseils de partout — mais c'est notre propre chose, c'est un projet Lucasfilm… je me souviens quand Labyrinthe est sorti et comment il était excitant. Il y avait une magie à cela, ce qui a la même ambiance pour moi. »

### Musique
La musique du film comprend de nouvelles versions de chansons pop chantées par le casting, incluant Straight On, Stronger (What Doesn't Kill You), Mistreated, Love Is Strange, Can't Help Falling in Love et Say Hey (I Love You) qui ont été choisies pour le film par George Lucas.
L'album regroupant les chansons du film, intitulé Strange Magic: Original Motion Picture Soundtrack, est composé de 13 titres, il est sorti le 20 janvier 2015 en téléchargement digital et le 17 février 2015 en CD.
| 1.         | Can't Help Falling in Love                        | Evan Rachel Wood et Sam Palladio                                   | 2:53 |
| 2.         | I'll Never Fall in Love Again                     | Evan Rachel Wood                                                   | 2:48 |
| 3.         | Three Little Birds                                | Elijah Kelley et Meredith Anne Bull                                | 2:46 |
| 4.         | I Wanna Dance with Somebody (Who Loves Me)        | Marius de Vries                                                    | 1:00 |
| 5.         | C'mon Marianne / Stronger (What Doesn't Kill You) | Sam Palladio et Evan Rachel Wood                                   | 3:32 |
| 6.         | Trouble                                           | Alan Cumming                                                       | 2:32 |
| 7.         | Love Is Strange                                   | Kristin Chenoweth                                                  | 2:53 |
| 8.         | Say Hey (I Love You)                              | Elijah Kelley                                                      | 3:04 |
| 9.         | Mistreated                                        | Alan Cumming                                                       | 2:30 |
| 10.        | I Can't Help Myself (Sugar Pie Honey Bunch)       | Evan Rachel Wood                                                   | 3:05 |
| 11.        | Straight On                                       | Evan Rachel Wood et Alan Cumming                                   | 3:05 |
| 12.        | Strange Magic                                     | Evan Rachel Wood et Alan Cumming                                   | 4:15 |
| 13.        | Tell Him / Wild Thing                             | Meredith Anne Bull, Maya Rudolph, Evan Rachel Wood et Alan Cumming | 3:39 |
| 38 min 2 s |                                                   |                                                                    |      |

## Accueil

### Promotion
Le 21 novembre 2014, la bande-annonce du film est dévoilée. Le 17 décembre 2014, l'affiche du film est révélée.

### Accueil critique
Strange Magic a reçu des critiques généralement négatives. Sur le site Rotten Tomatoes, il obtient un score de 18 % pour un total de 50 critiques et une note moyenne de 3,8/10, concluant : « Comme la plupart des films d'animation modernes, Strange Magic est beau à regarder, malheureusement, il n'y a pas grand-chose à se mettre sous la dent. » Sur Metacritic, le film obtient un score de 22 sur 100, sur la base de 13 critiques, indiquant des avis généralement défavorables.
Alonso Duralde du site TheWrap donne un avis négatif, écrivant : « Le design des personnages affreux, combiné à un manque douloureux de rires et une pléthore de broyage de chansons horribles, fait que Strange Magic est peut-être le pire film d'animation jamais sorti de Disney. »
En revanche, Drew Taylor du site d’actualité Indiewire consacré au cinéma indépendant donne au film un B-, indiquant dans sa critique « Strange Magic est désordonné et inégal et parfois ennuyeux, mais il ose aussi être différent. »

### Box-office
Lors de son premier jour d'exploitation aux États-Unis et au Canada, le film se place à la neuvième place, rapportant 1 300 200 $ dans 3020 cinémas. Il occupe la septième place pour son week-end d'ouverture, gagnant 5 534 000 $.
Il enregistre alors la plus faible vente de billets pour un film d'animation sorti dans plus de 3000 cinémas. Finalement, Strange Magic a rapporté 13 603 453 $ au box-office.

### Nomination
- Black Reel Awards 2016 : meilleure performance vocale pour Maya Rudolph dans le rôle de Griselda[16]